# میریانی مایسورادزه
میریانی مایسورادزه (به گرجی: მირიანი მაისურაძე،  زادهٔ ۷ دسامبر ۱۹۹۹) یک کشتی‌گیر آزادکار اهل کشور گرجستان است.
از افتخارات وی می‌توان به کسب مدال نقره قهرمانی کشتی جهان ۲۰۲۴ و مدال برنز قهرمانی کشتی جهان ۲۰۲۲ اشاره کرد.

## فعالیت حرفه‌ای

### قهرمانی کشتی جهان ۲۰۲۲
مایسورادزه در وزن ۹۲ کیلوگرم کشتی آزاد قهرمانی کشتی جهان ۲۰۲۲ بلگراد شرکت کرد، او در مسابقه های اول و دوم سوساکه تاکاتانی از ژاپن و آدیلیت داولومبایف از قزاقستان را شکست داد اما در نیمه نهایی به کامران قاسم‌پور از ایران باخت و به دیدار رده‌بندی رفت. وی در دیدار رده‌بندی احمد باتایف از بلغارستان را شکست داد و مدال برنز را بدست آورد.

### قهرمانی کشتی جهان ۲۰۲۴
مایسورادزه در وزن ۹۲ کیلوگرم کشتی آزاد قهرمانی کشتی جهان ۲۰۲۴ تیرانا شرکت کرد، او در این مسابقات ساندیپ سینگ مان از هند، باتیربک تساکولوف از اسلواکی و بن هونیس از ایتالیا را شکست داد و به فینال رسید. وی در دیدار نهایی به عبدالرشید سعدالله‌اف از روسیه  باخت و به  مدال نقره رسید.